# Âm Dương Đạo

Tình Minh văn

Âm Dương Đạo (chữ Hán: 陰陽道, Nhật văn: おんみょうどう, phiên âm Latin: Onmyōdō hoặc Inyōdō) là môn thần bí học của người Nhật. Bộ môn này vốn dựa trên Âm Dương Ngũ Hành và Phong thủy của triết học Trung Hoa cổ đại lưu truyền đến Nhật Bản vào đầu thế kỷ thứ VI. Tiếp thu tinh hoa của Đạo giáo, Khổng giáo, Thần đạo, Âm Dương Đạo dần phát triển và được công nhận là bộ môn kiến thức kèm phương pháp bói toán vào cuối thể kỷ thứ 7. Họ đóng góp một quan trọng vào vốn hiểu biết về lịch pháp, chiêm tinh và thiên văn của người Nhật. Bậc thầy của bộ môn ấy được gọi là Âm Dương Sư.